# Alue Punti (Teunom)
Alue Punti is een bestuurslaag in het regentschap Aceh Jaya van de provincie Atjeh, Indonesië. Alue Punti telt 208 inwoners (volkstelling 2010).